# Arcadia Group
Die Arcadia Group war ein englischer Einzelhandelskonzern mit Sitz in London, zu dem mehrere Handelsketten insbesondere im Bekleidungsbereich gehörten. Wegen Zahlungsunfähigkeit musste die Gesellschaft Ende 2020 Insolvenz anmelden. Zuvor waren im Konzern noch bis zu 13.000 Mitarbeiter in rund 500 Filialen beschäftigt. Die Unternehmensgruppe wurde danach zerschlagen.

## Geschichte
Die Firmenbezeichnung der Arcadia Group lautete bis 1998 „Burton Group plc.“. Der Name geht zurück auf den Gründer Montague Burton, der 1906 ein Geschäft für Herren Konfektions- und Maßkleidung in Chesterfield eröffnet hat. Das Unternehmen entwickelte sich erfreulich und verlegte nach dem Ersten Weltkrieg seinen Sitz nach Leeds. Die Gesellschaft eröffnete weitere Verkaufsfilialen im ganzen Land und investierte in eigene Kapazitäten zur Bekleidungsherstellung. 1929 wurden die Aktien des Unternehmens an der London Stock Exchange eingeführt. Zu der Gesellschaft gehörten zu der Zeit 400 Geschäfte sowie Textil- und Bekleidungsfabriken.
Nach dem Zweiten Weltkrieg expandierte Burton durch den Erwerb der Gesellschaft „Peter Robinson Fashion“ in das Geschäft mit Damenoberbekleidung. 1964 wurde für jüngere weibliche Kunden die Textil-Handelskette Topshop gegründet, die sich erfolgreich entwickelt hat. 1970 wurde entsprechend für die jüngere männliche Kundschaft die Kette Topman im Markt eingeführt. 1971 folgte der Erwerb von Evans, einer Handelskette für Damenbekleidung mit Übergrößen. 1985 erwarb das Unternehmen die Warenhauskette Debenhams – damals die größte Warenhausgesellschaft im Vereinigten Königreich. Debenhams wurde 1998 über einen Börsengang wieder veräußert. Im selben Zeitraum erfolgten weitere Zukäufe und Neugründungen von Einzelhandelsketten im Bereich Textil und Bekleidung.
Die Familie von Sir Philip Green erwarb 2002 die Aktien der Arcadia Group über ihre Familiengesellschaft Taveta Investments. Die Aktien wurden nachfolgend nicht mehr an der Börse gehandelt. Zwei Jahre später schüttete die Gesellschaft eine Dividende in Höhe von 460 Mio. £ (damals rund 750 Mio. €) an die neuen Eigentümer aus. Durch Zukäufe und Veräußerungen von Geschäftsbereichen setzte sich die Umstrukturierung des Portfolios der Arcadia Group fort. Die im Bereich Bekleidung und Haushaltswaren tätige Handelskette British Home Stores, zu der über 200 Filialen im In- und Ausland gehörten und deren Eigentümer seit dem Jahr 2000 die Philip Green Familie war, wurde 2009 in die Arcadia Group integriert. Das Engagement war jedoch finanziell kein Erfolg. Die verlustreiche Gesellschaft wurde 2015 für einen symbolischen Preis von einem Pfund veräußert und meldete ein Jahr später Insolvenz an.

## Niedergang und Insolvenz
In der zweiten Hälfte der 2010er Jahre erwirtschaftete die Arcadia Group stagnierende bis rückgehende Umsätze und schrieb rote Zahlen. Im Bekleidungsbereich nahm die Konkurrenz des Online-Geschäfts zu. Die Mieten bei Geschäften in dem Haupteinkaufsstraßen verteuerten sich. Über einhundert Geschäfte wurden geschlossen und mehrere tausend Mitarbeiter verloren ihren Arbeitsplatz. 2019 musste die USA-Tochtergesellschaft von Arcadia Insolvenz anmelden. Die Covid-19-Pandemie war am Ende der kritische Auslöser und das bereits angeschlagene Unternehmen meldete am 30. November 2020 Insolvenz an. Der Insolvenzverwalter konnte zahlreiche Handelsketten relativ schnell veräußern, so dass von den 13.000 Arbeitsplätzen noch eine größere Zahl gerettet werden konnten.

## Handelsketten (auch ehemalige)
- Debenhams – 1998 veräußert, 2020 insolvent
- Etam – liquidiert
- Hawkshead – verkauft an Rubicon Retail
- Peter Robinson – umgewandelt in Topshop
- Principles – verkauft an Rubicon Retail
- Principles for Men – liquidiert
- Racing Green – verkauft an Rubicon Retail
- Richards – liquidiert
- SU214 – liquidiert
- Wade Smith – verkauft circa 2002
- BHS – 2015 verkauft an Retail Acquisitions Ltd, 2016 insolvent
- Warehouse – verkauft an Rubicon Retail
- Topshop and Topman – verkauft an ASOS
- Evans – verkauft an City Chic
- Miss Selfridge – verkauft an ASOS
- Burton – verkauft an Boohoo
- Wallis – verkauft an Boohoo
- Dorothy Perkins – verkauft an Boohoo